# Houpák
Houpák je spočinek (oficiálně stráň, svah) ve středních Brdech. Jeho nadmořská výška činí 796 metrů nad mořem. Byl součástí dělostřelecké dopadové plochy Jordán, pojmenované po sousedním kopci Jordán, a je proto na rozdíl od ostatních brdských vrchů odlesněný. Patří tak k místům s nejkrásnějším výhledem v Brdech. Nachází se zde vřesoviště.
Na nejvyšším místě stojí betonová pozorovatelna pro řídícího střeleb, kterou postavili za druhé světové války Němci. Asi 150 m od ní byly na severním úbočí postaveny v roce 1936 dva zkušební lehké objekty vz. 36.

## Geomorfologické zařazení
Houpák se nachází v geomorfologickém celku Brdská vrchovina, podcelku Brdy, okrsku Třemošenská vrchovina a podokrsku Tocká vrchovina